# الاتحاد الدولي للطلاب
كان الاتحاد الدولي للطلاب (IUS) منظمة عالمية غير حزبية تضم اتحادات طلاب الجامعات.
عمل الاتحاد كمظلة لـ 155 منظمة طلابية من 112 دولة وإقليم، ممثلًا حوالي 25 مليون طالب. وقد حظي باعتراف الأمم المتحدة، التي منحته صفة استشارية لدى اليونسكو.
كان الهدف الأساسي للاتحاد هو الدفاع عن حقوق ومصالح الطلاب، والعمل على تحسين رفاهيتهم ومستوى تعليمهم، وإعدادهم للقيام بدورهم كمواطنين ديمقراطيين. ومع ذلك، انهار الاتحاد في العقد الأول من القرن الحادي والعشرين بسبب نظام عضوية غير موثوق ونقص في المشاركة القاعدية.

## الهدف ومجالات العمل
تم توضيح أهداف الاتحاد الدولي للطلاب (IUS) في ديباجة دستور المنظمة لعام 1946:
يتمثل هدف الاتحاد الدولي للطلاب، الذي تأسس على أساس المنظمات الطلابية التمثيلية من مختلف البلدان، في الدفاع عن حقوق ومصالح الطلاب، وتعزيز رفاهيتهم وتحسين مستوى تعليمهم، وإعدادهم للقيام بمهامهم كمواطنين ديمقراطيين.
وفقًا لإدراج الاتحاد في قائمة المنظمات غير الحكومية التابعة لليونسكو، تضمنت أولويات عمل الاتحاد المجالات التالية: "تبادل المعلومات، والدفاع عن مكانة الطلاب، والسلام، والبيئة، والتنمية، وحقوق الإنسان".

## أنشطة
عمل الاتحاد الدولي للطلاب من خلال:
- إصدار بيانات طلابية
- نشر رسائل دورية وأخبارية ودعوات للعمل لأعضائه
- الاحتفال باليوم الدولي للطلاب في 17 نوفمبر
- تنظيم مؤتمرات طلابية

## رمزية الشعار
يتكون شعار وعلم الاتحاد الدولي للطلاب من شعلة مشتعلة وكتاب مفتوح موضوعين أمام الخطوط الحمراء والزرقاء لكُرة أرضية مُجردة. يرمز ذلك إلى السعي الدؤوب للشباب نحو المعرفة.

## تاريخ

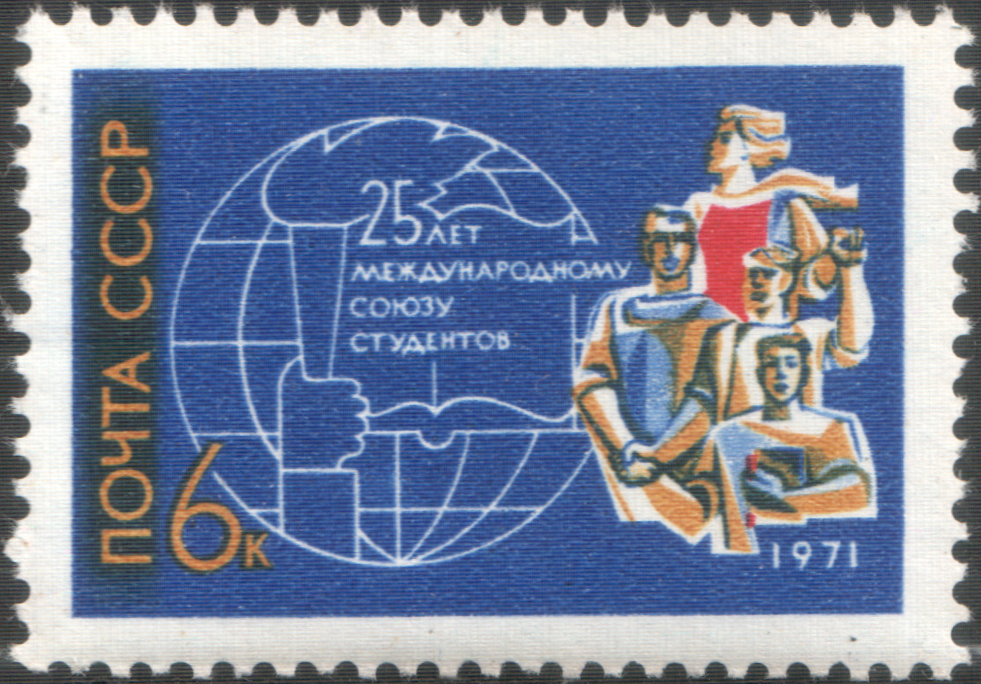
طابع الذكرى الخامسة والعشرين لتأسيس الاتحاد السوفييتي

### التاريخ المبكر 1946–1956
تأسس الاتحاد الدولي للطلاب في براغ في 27 أغسطس 1946. شاركت منظمات طلابية من 62 دولة في تأسيسه، بهدف إنشاء بديل أكثر شمولًا لمجلس الطلاب الدولي الذي استمر لفترة قصيرة بين عامي 1941 و1944، والذي عُرف أيضًا باسم المجلس الدولي للطلاب. كان هذا المجلس قد أُنشئ بمبادرة من الاتحاد الوطني البريطاني للطلاب للحفاظ على قنوات الاتصال مفتوحة مع المنظمات الطلابية في الدول الحليفة خلال الحرب العالمية الثانية.
منذ نشأته، عانى الاتحاد الدولي للطلاب من انقسام جوهري:
لقد جمعَت روح التعاون [في فترة ما بعد الحرب] والرغبة في منع عودة الفاشية إلى أوروبا مجموعات مختلفة التوجهات. لكن الانقسامات الرئيسية، التي كانت واضحة حتى في المؤتمر التأسيسي، تمثلت في الفجوة بين المنظمات الطلابية الشيوعية، التي سيطرت على الهيئات التنفيذية للاتحاد منذ البداية، وبين اتحادات الطلاب في أوروبا الغربية، التي كانت مهتمة في الغالب بالحفاظ على فكرة منظمة دولية غير سياسية تقدم خدمات ملموسة للطلاب في مختلف البلدان.
استجابةً للمسار الشيوعي المتزايد للاتحاد الدولي للطلاب، وللسلطات الواسعة التي امتلكها أمانته العامة ولجنته التنفيذية في صياغة سياسات جديدة باسم الأعضاء، انسحبت عدة منظمات طلابية غير شيوعية من الاتحاد خلال السنوات التالية. ونتيجة لذلك، بدأ الاتحاد يشير إلى نفسه أيضًا باعتباره الاتحاد المستقل لنقابات الطلاب اليسارية والبديلة.
نتيجةً للانقسام داخل الاتحاد الدولي للطلاب، اجتمعت 21 منظمة طلابية وطنية منشقة في ستوكهولم عام 1950 لتأسيس المؤتمر الطلابي الدولي (ISC) كمنظمة منافسة غير منحازة سياسيًا لمواجهة توجهات الاتحاد الشيوعي. كان من بين المؤسسين البارزين الاتحاد الوطني للطلاب في الولايات المتحدة (USNSA)، رغم أن النفوذ الأكبر في المؤتمر الطلابي الدولي كان بيد ممثلين من بريطانيا، الدول الإسكندنافية، وهولندا.
خلال تأسيس المؤتمر الطلابي الدولي، ساد الاعتقاد بأن الاتحاد الدولي للطلاب أصبح تحت سيطرة الشيوعيين إلى درجة أنه كان يُعتبر جبهة تابعة للاتحاد السوفيتي، حيث تموضع الاتحاد والمؤتمر الطلابي الدولي على طرفي الحرب الباردة، مع انحياز الأول للاتحاد السوفيتي والثاني للولايات المتحدة.
رغم ذلك، رأى بعض المحللين، مثل التروتسكي لورانس برامر، أن الاتحاد لم يكن خاضعًا تمامًا للسيطرة السوفيتية، لكنه تأثر بقوة بالاشتراكية والشيوعية:
من الجدير بالملاحظة أن العديد من المسؤولين السابقين في الاتحاد الدولي للطلاب أصبحوا لاحقًا ليبراليين بارزين في تشيكوسلوفاكيا، وكذلك داخل الأحزاب الشيوعية الفرنسية والإيطالية. كان التوجه الموالي للاتحاد السوفيتي ظاهرًا، لكنه غالبًا ما حجب الاختلافات الحقيقية داخل المنظمة.
خلال هذه الفترة، نظم الاتحاد ألعابًا طلابية عبر مجلس الرياضة التابع له، حيث أُقيمت أولى هذه الألعاب في باريس عام 1946، ثم أُدمجت لاحقًا في مهرجانات الشباب العالمية، التي نظمها الاتحاد بالتعاون مع اتحاد الشباب الديمقراطي العالمي (WFDY)، وهو منظمة أخرى ذات توجه شيوعي.
جمعت هذه المهرجانات ما يصل إلى 30,000 شاب وطالب في فعاليات اجتماعية وثقافية ورياضية.

### الاتحاد الدولي للطلاب بين 1956 و1969
منذ عام 1956، تنافس الاتحاد الدولي للطلاب مع المؤتمر الطلابي الدولي (ISC) على استقطاب اتحادات طلابية غير منحازة للحرب الباردة، مع تركيز خاص على أمريكا اللاتينية، آسيا، وإفريقيا، مما أدى إلى توسيع القاعدة السياسية للاتحاد.
شملت أنشطة الاتحاد في هذه الفترة تنظيم ندوات طلابية إقليمية، التبرع بآلات استنساخ وكاميرات لدعم الأعضاء، إنشاء مراكز صحية طلابية في الهند، تنظيم مؤتمرات طلابية دولية، ونشر مجلات مثل أخبار الطلاب العالمية والتعليم الديمقراطي بعدة لغات، إلى جانب كتيبات حول قضايا التعليم. كما واصل الاتحاد رعاية مهرجانات الشباب العالمية بالتعاون مع اتحاد الشباب الديمقراطي العالمي.
كان من المعروف منذ البداية أن الاتحاد يتلقى تمويله من الحكومتين السوفيتية والتشيكوسلوفاكية:
تكاليف الاجتماعات الدولية، المنشورات واسعة النطاق، والأنشطة الأخرى التي ينخرطون فيها، تتجاوز الموارد المالية للطلاب الجامعيين.
لكن رغم هذا التمويل، لم يتمكن الاتحاد من تحقيق قيادة مؤثرة داخل الحركات الطلابية اليسارية في أوروبا، مما دفع الاتحاد السوفيتي إلى إعادة تقييم دعمه.
كانت أكبر التحديات التي واجهها الاتحاد خلال هذه الفترة هي تركيزه على الأجندة الأيديولوجية على حساب القضايا الطلابية الفعلية، مما أدى إلى انفصاله عن قاعدته الطلابية، حيث تم تجاوزه من قبل الحركات الشعبية في تنظيم احتجاجات دولية ضد حرب فيتنام. مع ذلك، ساهم الاتحاد في تأسيس اتحادات طلابية وطنية في الدول النامية، وساعد أعضائها على تبادل المعلومات والأفكار.
في عام 1969، تفكك المؤتمر الطلابي الدولي بسبب نقص التمويل، وهو ما تسارع بعد الكشف في عام 1967 عن تمويل وكالة المخابرات المركزية الأمريكية (CIA) له، حيث جندت ممثلين طلابيين من الاتحاد الوطني للطلاب في الولايات المتحدة لمعارضة النفوذ الشيوعي في الاتحاد الدولي للطلاب. أدى هذا الكشف إلى فقدان المؤتمر الطلابي الدولي للدعم المالي والسياسي، مما جعل الاتحاد الدولي للطلاب مرة أخرى المنظمة الطلابية العالمية الوحيدة.

### الاتحاد الدولي للطلاب من 1970 حتى اليوم
تميزت هذه الفترة برئاسة نفس الشخص للاتحاد بين عامي 1977 و1986، حيث شهد عام 1979 نشاطًا مكثفًا على المستوى الدولي. لكن الحدث الأبرز كان الأزمة التي واجهها الاتحاد بعد انهيار الشيوعية بين عامي 1989 و1991، حيث فقد معظم تمويله. في أغسطس 1991، قررت وزارة الداخلية التشيكوسلوفاكية طرد الاتحاد الدولي للطلاب، ومنظمات شيوعية أخرى من البلاد، بسبب علاقاتها بالنظام الشيوعي السابق وإساءة استخدام الامتيازات الضريبية الممنوحة لها خلال تلك الحقبة.
رغم التحديات التي فرضتها التحولات السياسية في التسعينيات، انتخب الاتحاد قيادة جديدة في مؤتمره عام 1992 في قبرص، وأجرى تغييرات هيكلية في دستوره لمحاولة التخلص من إرثه الشيوعي:
في المؤتمر السادس عشر للاتحاد الدولي للطلاب، الذي عُقد في يناير 1992 في لارنكا، قبرص، خضعت المنظمة لتغييرات جوهرية، بما في ذلك وضع دستور جديد. وتهدف هذه المبادرات إلى تأسيس منظمة طلابية دولية أكثر ديمقراطية وتمثيلًا واستقلالية.
واصلت القيادة الجديدة، وخلفاؤها، الظهور في مناسبات مثل الاحتفال بيوم الطلاب الدولي في دبلن عام 1994، ومؤتمر اليونسكو العالمي للتعليم العالي عام 1998.
في أغسطس 2003، أعلن الاتحاد الدولي للطلاب عودته إلى النشاط من خلال الدعوة إلى يوم عالمي للاحتجاج ضد إدراج التعليم العالي في الاتفاقية العامة للتجارة في الخدمات التابعة لمنظمة التجارة العالمية.
لكن حتى عام 2006، كان الاتحاد لا يزال يواجه مشكلات قانونية تتعلق بطرده من مقره في براغ:
مع انتهاء الحرب الباردة، تلاشت معظم المؤسسات التابعة لها مع فقدان دعم القوى العظمى. العديد من المنظمات الشيوعية التي كانت تمول بسخاء لخوض الحروب الدعائية انتهت في مزيج من اللامبالاة والفساد. المزاد القضائي الذي أُقيم هذا الأسبوع على مبنى الاتحاد الدولي للطلاب في قلب براغ أُوقف بسبب نزاعات بين العشرات من دائنيه.

## الأعضاء
كان لدى الاتحاد الدولي للطلاب الأعضاء التاليين:
| الدولة                     | العضو                                                                           | نوع العضوية |
| -------------------------- | ------------------------------------------------------------------------------- | ----------- |
| أفغانستان                  | اتحاد شباب أفغانستان                                                            | استشارية    |
| الجزائر                    | الاتحاد الوطني للطلاب الجزائريين                                                | كاملة       |
| الأرجنتين                  | الاتحاد الجامعي الأرجنتيني                                                      | كاملة       |
| البحرين                    | الاتحاد الوطني لطلاب البحرين                                                    | كاملة       |
| بنغلاديش                   | وحدة طلاب بنغلاديش                                                              | مشتركة      |
| بنغلاديش                   | اتحاد شاترا بنغلاديش                                                            | مشتركة      |
| بنغلاديش                   | اتحاد طلاب بنغلاديش                                                             | مشتركة      |
| بنغلاديش                   | رابطة شاترا بنغلاديش                                                            | مشتركة      |
| بنغلاديش                   | جمعية بنغلاديش شاثرو                                                            | مشتركة      |
| بنغلاديش                   | رابطة طلاب بنغلاديش (BSL)                                                       | مشتركة      |
| بنغلاديش                   | رابطة الطلاب الوطنية                                                            | مجمّدة       |
| باربادوس                   | نقابة الطلاب الجامعيين                                                          | كاملة       |
| بلجيكا                     | اتحاد طلاب فلاندرز                                                              | منتسبة      |
| بنين                       | الاتحاد الوطني لطلاب بنين                                                       | كاملة       |
| بوليفيا                    | اتحاد الجامعات البوليفية                                                        | كاملة       |
| بوتسوانا                   | مجلس طلاب بوتسوانا                                                              | مجمّدة       |
| البرازيل                   | الاتحاد الوطني للطلاب (البرازيل)                                                | كاملة       |
| البرازيل                   | اتحاد طلاب البرازيل الثانوي                                                     | استشارية    |
| بلغاريا                    | المركز الوطني لتنسيق الطلاب في بلغاريا                                          | كاملة       |
| بوركينا فاسو               | التحالف الديمقراطي للطلاب من أجل تنمية بوركينا فاسو                             | كاملة       |
| بورما                      | اتحاد عموم بورما لاتحادات الطلاب                                                | كاملة       |
| بوروندي                    | الشباب الثوري رواغاسوري (اللجنة الطلابية)                                       | مجمّدة       |
| كمبوديا                    | جمعية شباب كمبوديا                                                              | مجمّدة       |
| الكاميرون                  | الاتحاد الوطني للطلاب الاشتراكيين في الكاميرون                                  | كاملة       |
| كندا                       | الاتحاد الكندي للطلاب                                                           | كاملة       |
| الرأس الأخضر               | شباب إفريقيا أميليكار كابرال - كابو فيردي                                       | مجمّدة       |
| تشاد                       | الاتحاد العام للطلاب والمتدربين في تشاد                                         | كاملة       |
| تشيلي                      | المجلس الوطني لاتحادات الطلاب التشيليين                                         | مجمّدة       |
| رابطة الدول المستقلة       | مجلس الطلاب للجمعيات والنقابات في مؤسسات التعليم العالي لرابطة الدول المستقلة   | استشارية    |
| كولومبيا                   | الاتحاد الوطني للطلاب الكولومبيين                                               | مجمّدة       |
| جزر القمر                  | الاتحاد الوطني للشباب والطلاب في جزر القمر                                      | استشارية    |
| الكونغو                    | الاتحاد الوطني للطلاب الكونغوليين                                               | كاملة       |
| الكونغو، جمهورية ديمقراطية | الطلاب الكونغوليون التقدميون                                                    | استشارية    |
| كوستاريكا                  | اتحاد طلاب جامعة كوستاريكا                                                      | مشتركة      |
| كوستاريكا                  | اتحاد طلاب جامعة كوستاريكا                                                      | مشتركة      |
| كوبا                       | الاتحاد الطلابي الجامعي                                                         | كاملة       |
| قبرص                       | الاتحاد القبرصي العام للطلاب والعلماء الشباب                                    | كاملة       |
| قبرص                       | جمعية الطلاب القبارصة الأتراك                                                   | استشارية    |
| تشيكوسلوفاكيا              | المجلس المركزي للطلاب التشيكوسلوفاكيين في اتحاد الشباب الاشتراكي التشيكوسلوفاكي | كاملة       |
| جمهورية الدومينيكان        | اتحاد طلاب الدومينيكان                                                          | كاملة       |
| الإكوادور                  | اتحاد طلاب الجامعات في الإكوادور                                                | مجمّدة       |
| الإكوادور                  | اتحاد طلاب المعاهد التقنية في الإكوادور                                         | مشتركة      |
| مصر                        | الاتحاد العام لطلاب مدارس مصر                                                   | مجمّدة       |
| مصر                        | اتحاد الشباب الديمقراطي المصري (القسم الطلابي)                                  | مشتركة      |
| السلفادور                  | الاتحاد العام لطلاب الجامعات في السلفادور                                       | كاملة       |
| إريتريا                    | الاتحاد الوطني لشباب إريتريا                                                    | كاملة       |
| فيجي                       | اتحاد طلاب جامعة جنوب المحيط الهادئ                                             | كاملة       |
| فرنسا                      | الاتحاد الوطني لطلاب فرنسا                                                      | مشتركة      |
| فرنسا                      | الاتحاد الوطني لطلاب فرنسا - المستقل والديمقراطي                                | مشتركة      |
| غامبيا                     | الاتحاد الوطني لطلاب غامبيا                                                     | كاملة       |
| ألمانيا                    | الاتحاد الحر لمجالس الطلاب                                                      | كاملة       |
| غانا                       | الاتحاد الوطني لطلاب غانا                                                       | كاملة       |
| غواتيمالا                  | رابطة طلاب الجامعات                                                             | كاملة       |
| غينيا بيساو                | شباب إفريقيا أميليكار كابرال                                                    | مجمّدة       |
| غيانا                      | مجلس الطلاب في منظمة الشباب التقدمي                                             | مجمّدة       |
| هايتي                      | الاتحاد الوطني لطلاب هايتي                                                      | كاملة       |
| هندوراس                    | الاتحاد الجامعي لطلاب هندوراس                                                   | مجمّدة       |
| الهند                      | اتحاد طلاب الهند                                                                | مشتركة      |
| الهند                      | اتحاد طلاب الهند (SFI)                                                          | مشتركة      |
| الهند                      | كتلة طلاب عموم الهند                                                            | مشتركة      |
| الهند                      | منتدى الطلاب الراديكالي (RSF)                                                   | مشتركة      |
| الهند                      | تشاترا جاناتا دال                                                               | مشتركة      |
| إيران                      | منظمة الشباب والطلاب الديمقراطيين في إيران                                      | مجمّدة       |
| العراق                     | الاتحاد العام لطلاب جمهورية العراق                                              | مشتركة      |
| العراق                     | الاتحاد الوطني لطلاب العراق                                                     | مجمّدة       |
| جامايكا                    | اتحاد طلاب التعليم العالي في جامايكا                                            | كاملة       |
| اليابان                    | اتحاد الطلاب العام لليابان                                                      | كاملة       |
| الأردن                     | الاتحاد الوطني لطلاب الأردن                                                     | مجمّدة       |
| كينيا                      | منظمة طلاب جامعة نيروبي                                                         | مجمّدة       |
| كيريباتي                   | جمعية طلاب كيريباتي                                                             | استشارية    |
| كوريا الشمالية             | لجنة طلاب كوريا                                                                 | كاملة       |
| كردستان                    | جمعية الطلاب الأكراد في أوروبا                                                  | كاملة       |
| الكويت                     | الاتحاد الوطني لطلاب الكويت                                                     | مجمّدة       |
| لاوس                       | اتحاد شباب الثورة الشعبية اللاوسي                                               | استشارية    |
| لبنان                      | الاتحاد الوطني لطلاب الجامعة اللبنانية                                          | مجمّدة       |
| ليسوتو                     | مجلس ممثلي الطلاب (ليسوتو)                                                      | كاملة       |
| ليبيريا                    | الاتحاد الوطني لطلاب ليبيريا                                                    | كاملة       |
| الجماهيرية العربية الليبية | الاتحاد العام لطلاب الجماهيرية العظمى                                           | كاملة       |
| مدغشقر                     | اللجنة الديمقراطية للشباب والطلاب في مدغشقر                                     | كاملة       |
| مدغشقر                     | منظمة الشباب الثوري لحزب الطليعة للثورة الملغاشية - أريما                       | استشارية    |
| مالاوي                     | اتحاد طلاب ملاوي                                                                | كاملة       |
| مالطا                      | حركة الطلاب الشباب                                                              | استشارية    |
| موريشيوس                   | اتحاد مجالس طلاب موريشيوس                                                       | استشارية    |
| موريشيوس                   | مجلس الطلاب والحركات الشبابية                                                   | استشارية    |
| المكسيك                    | التنسيقية الوطنية للطلاب المكسيكيين                                             | كاملة       |
| المكسيك                    | اتحاد طلاب غوادالاخارا                                                          | استشارية    |
| منغوليا                    | اتحاد طلاب منغوليا                                                              | كاملة       |
| المغرب                     | الاتحاد الوطني لطلبة المغرب                                                     | مجمّدة       |
| المغرب                     | الاتحاد العام لطلبة المغرب                                                      | استشاري     |
| موزمبيق                    | اتحاد طلبة الجامعات في موزمبيق                                                  | كاملة       |
| موزمبيق                    | منظمة الشباب الموزمبيقي                                                         | مجمّدة       |
| ناميبيا                    | الاتحاد الوطني لطلبة ناميبيا                                                    | كاملة       |
| نيبال                      | الاتحاد الوطني للطلاب في نيبال                                                  | مشتركة      |
| نيبال                      | اتحاد الطلاب الوطني في نيبال                                                    | مشتركة      |
| نيبال                      | اتحاد الطلاب التقدميين في نيبال                                                 | مجمّدة       |
| هولندا                     | اتحاد الطلاب الهولندي                                                           | كاملة       |
| نيكاراغوا                  | الاتحاد الوطني لطلاب نيكاراغوا                                                  | كاملة       |
| النيجر                     | اتحاد الطلاب النيجرين                                                           | كاملة       |
| نيجيريا                    | الاتحاد الوطني لطلاب نيجيريا                                                    | كاملة       |
| عمان                       | الاتحاد الوطني لطلاب عمان                                                       | كاملة       |
| باكستان                    | اتحاد الطلاب الديمقراطي                                                         | مجمّدة       |
| باكستان                    | اتحاد الطلاب جي أيه سينده تاراكي باسان                                          | استشارية    |
| باكستان                    | اتحاد الطلاب السنديين                                                           | استشارية    |
| باكستان                    | منظمة الطلاب البلوش                                                             | استشارية    |
| فلسطين                     | الاتحاد العام لطلبة فلسطين                                                      | كاملة       |
| بنما                       | اتحاد الطلاب في بنما                                                            | كاملة       |
| بابوا غينيا الجديدة        | اتحاد الطلاب الوطني                                                             | كاملة       |
| باراغواي                   | اتحاد الطلاب في باراغواي                                                        | كاملة       |
| بيرو                       | اتحاد الطلاب في بيرو                                                            | كاملة       |
| الفلبين                    | الاتحاد الوطني لطلاب الفلبين                                                    | كاملة       |
| بولندا                     | اتحاد الطلاب البولندي                                                           | كاملة       |
| بورتو ريكو                 | الاتحاد الجامعي الموالي للاستقلال في بورتو ريكو                                 | كاملة       |
| كيبك                       | حركة طلاب كيبك                                                                  | كاملة       |
| رومانيا                    | الاتحاد الوطني للطلاب المستقلين                                                 | كاملة       |
| رواندا                     | الاتحاد العام لطلاب الجامعة الوطنية في رواندا                                   | كاملة       |
| سانت لوسيا                 | المجلس الوطني للشباب (سانت لوسيا)                                               | كاملة       |
| سانت فنسنت والغرينادين     | المجلس الوطني للطلاب                                                            | كاملة       |
| ساموا                      | اتحاد طلاب جامعة جنوب المحيط الهادئ-الحرم الجامعي ألفونا                        | كاملة       |
| ساو تومي وبرينسيب          | شباب حركة تحرير ساو تومي وبرينسيب                                               | كاملة       |
| المملكة العربية السعودية   | الاتحاد الوطني لطلاب المملكة العربية السعودية                                   | استشارية    |
| السنغال                    | الاتحاد الديمقراطي لطلاب داكار                                                  | كاملة       |
| سيشل                       | الجبهة التقدمية الشعبية في سيشل (رابطة الشباب)                                  | مجمّدة       |
| سيراليون                   | الاتحاد الوطني لطلاب سيراليون                                                   | كاملة       |
| جنوب أفريقيا               | اتحاد طلاب جنوب أفريقيا                                                         | كاملة       |
| جنوب أفريقيا               | اتحاد طلاب جنوب أفريقيا الكونغرس                                                | استشارية    |
| الصومال                    | الاتحاد الوطني لطلاب الصومال                                                    | كاملة       |
| إسبانيا                    | الطلاب التقدميون                                                                | كاملة       |
| إسبانيا                    | اتحاد الطلاب                                                                    | استشاري     |
| إسبانيا                    | منسقية طلاب التعليم الثانوي في كاتالونيا                                        | استشارية    |
| سريلانكا                   | الاتحاد الوطني لطلاب سريلانكا                                                   | مشتركة      |
| سريلانكا                   | حزب الأمم المتحدة (رابطة الشباب)                                                | مشتركة      |
| السودان                    | الجبهة الديمقراطية لطلاب السودان                                                | كاملة       |
| سورينام                    | اتحاد الطلاب في سورينام                                                         | مجمّدة       |
| سويسرا                     | اتحاد الطلاب الوطني                                                             | كاملة       |
| سوريا                      | الاتحاد الوطني لطلاب سوريا                                                      | كاملة       |
| تنزانيا                    | الاتحاد الوطني لطلاب تنزانيا                                                    | مجمّدة       |
| تنزانيا                    | اتحاد طلاب جامعة دار السلام                                                     | استشارية    |
| توجو                       | الحركة الوطنية لطلاب وتدريب توغو                                                | كاملة       |
| ترينيداد وتوباغو           | رابطة الطلاب الجامعيين                                                          | كاملة       |
| تونس                       | الاتحاد العام لطلبة تونس                                                        | مشتركة      |
| تونس                       | الاتحاد العام التونسي للطلبة                                                    | مجمّدة       |
| أوغندا                     | رابطة طلاب ماكيريري                                                             | مشتركة      |
| أوغندا                     | الاتحاد الوطني لطلاب أوغندا                                                     | مشتركة      |
| أوروغواي                   | اتحاد الطلاب الجامعيين في الأوروغواي                                            | كاملة       |
| الولايات المتحدة           | رابطة الطلاب في الولايات المتحدة                                                | كاملة       |
| فانواتو                    | اتحاد الطلاب الوطني في فانواتو                                                  | استشارية    |
| فنزويلا                    | اتحاد الطلاب الجامعيين في فنزويلا                                               | استشارية    |
| فنزويلا                    | اتحاد مراكز الجامعات                                                            | استشارية    |
| فيتنام                     | الاتحاد الوطني لطلاب فيتنام                                                     | كاملة       |
| الصحراء الغربية            | اتحاد شباب الصحراء الغربية (قسم الطلاب)                                         | كاملة       |
| اليمن                      | اللجنة العليا للطلاب                                                            | مشتركة      |
| اليمن                      | المجلس المركزي للطلاب اليمنيين                                                  | مشتركة      |
| زامبيا                     | اتحاد طلاب جامعة زامبيا                                                         | كاملة       |
| زيمبابوي                   | اتحاد الطلاب الوطني في زيمبابوي                                                 | كاملة       |

## روابط خارجية
- الموقع الرسمي
- الموقع الرسمي القديم (2002)
- ESU - اتحاد الطلاب الأوروبي: الحركة الطلابية الدولية خلال الحرب الباردة (1946 - 1969)
- منظمات الجبهة الشيوعية الدولية: تحليل للاتحاد الدولي للطلاب بقلم جون جاي بار